# Reynald Pedros
Reynald Pedros, né le 10 octobre 1971 à Orléans (Loiret), est un ancien footballeur international français.
Il se révèle au sein d'une génération particulièrement douée du FC Nantes au point de faire partie pendant plusieurs saisons de l'équipe de France. Reconverti un temps comme entraîneur, Reynald Pedros devient ensuite consultant pour les chaînes Infosport + et Canal+.
Il occupe ensuite le poste d'entraîneur de l'équipe féminine de l'OL de 2017 à 2019. Il quitte ses fonctions le 13 juin 2019, le club lyonnais annonçant vouloir modifier son organisation interne. Il est nommé sélectionneur de l'équipe féminine du Maroc le 25 novembre 2020.

## Biographie

### Club
D'origine espagnole, Reynald Pedros est qualifié de surdoué. Dès 13 ans, une multitude de propositions lui parviennent. Malgré une offre de l'AJ Auxerre, il rejoint le FC Nantes.
Après six ans de formation, ce milieu de terrain offensif gaucher joue son premier match le 8 septembre 1990 contre l'AS Cannes (victoire 1-0) à 18 ans, 10 mois et 29 jours.
Il marque son premier but lors de la saison 1991-1992, devient membre d'un secteur offensif légendaire du FCNA composé de Patrice Loko, Nicolas Ouédec, Japhet N'Doram et Claude Makélélé, lequel œuvre trois années durant (de 1992 à 1995). Meilleur passeur du championnat deux années de suite, en 1993-1994 et en 1994-1995, il est, notamment, à la passe décisive de l'un des plus beaux buts de l'histoire du championnat de France, marqué par Patrice Loko contre le PSG lors de la saison 1994-1995. À l'issue de cette saison, le club nantais est champion de France, ne s'inclinant qu'une seule fois, lors de la 33e journée.
L'année suivante, inscrivant entre autres un doublé en match de poule à Porto, il est l'un des acteurs du parcours exceptionnel du FCNA en Ligue des champions, qui atteint les demi-finales.
Il quitte Nantes à l'issue de cette saison (1996) ; contacté par le FC Barcelone de Bobby Robson, il refuse pour raisons familiales de rejoindre le club espagnol.
Il signe à Marseille, puis Parme, Lyon, Montpellier, Toulouse et Bastia.
Par suite, après deux brefs contrats au Maccabi Ahi Nazareth en Israël et au Al-Khor Sports Club au Qatar en 2004, il revient en France et joue à un niveau amateur, au Sud Nivernais Imphy Decize (SNID), à l'US La Baule, puis au FC Baulmes en 3e division suisse.
Il organise son jubilé le 3 juin 2012 au stade de La Source à Orléans. 2 500 spectateurs assistent à son dernier match, il est entouré de ses anciens coéquipiers et de ses amis. Le match oppose l'équipe du FC Nantes de la saison 1994-1995 à une équipe de « All Stars » composée de joueurs de football et de personnalités du show business.
En 2022, le magazine So Foot le classe dans le top 1000 des meilleurs joueurs du championnat de France, à la 105e place.

### International
En 1988, il fait partie de l'équipe de France juniors B1 aux côtés de Christophe Dugarry et de ses coéquipiers nantais Stéphane Ziani et Nicolas Ouédec.
Reynald Pedros obtient sa première sélection le 28 juillet 1993 lors d'un France-Russie à Caen (victoire des Bleus 3 buts à 1). Il est sélectionné 25 fois au cours de sa carrière et marque, entre autres, 4 buts sous le maillot bleu. Il marque notamment lors de la victoire 10-0 face à l'Azerbaïdjan le 6 septembre 1995, match qui deviendra un temps la plus large victoire de l'histoire de l'équipe de France.
Sélectionné lors de l'Euro 96, il passe la majeure partie de la compétition sur le banc de touche. Lors de la demi-finale face à la Tchéquie, il est le seul joueur à manquer son tir au but, entraînant l'élimination de l'équipe de France. Après cette compétition, il retrouve l'équipe de France en août contre le Mexique. Il fait alors l'objet de sifflets venant du public parisien, en raison de son tir au but raté lors de l'Euro 96. «Je ne m’attendais pas à être traité comme un étranger en équipe de France», avait-il déclaré, amer, à sa sortie du terrain.
Sa dernière sélection a lieu le 29 novembre 1996 contre l'équipe du Danemark (défaite 0-1).

### Entraîneur

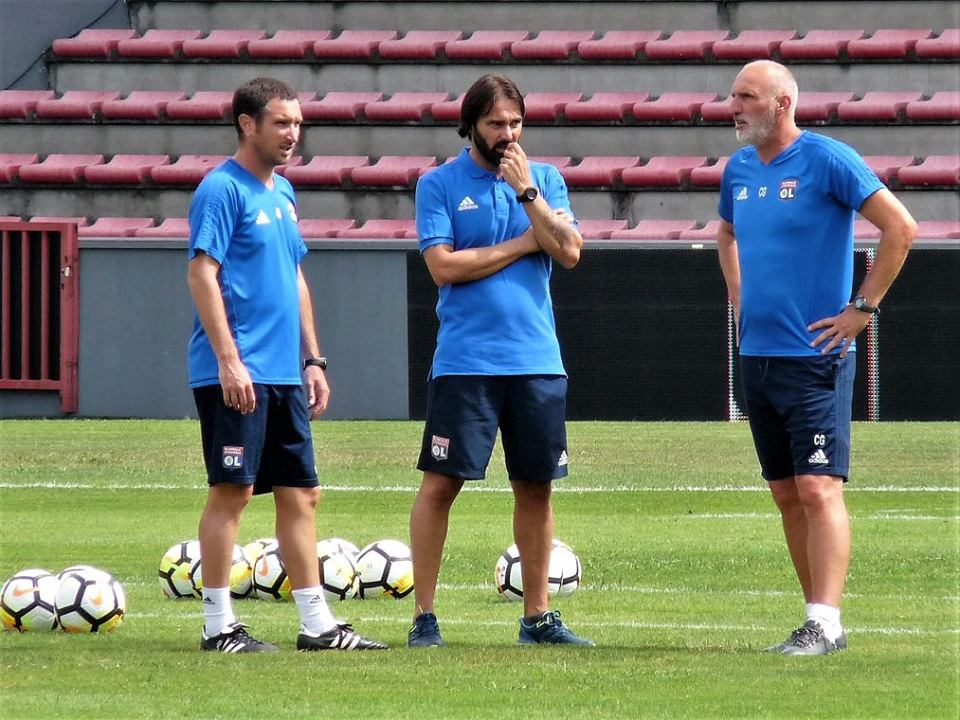
Reynald Pedros et son staff, Charles Devineau et Christophe Gardié, à l'Olympique lyonnais en août 2017.

Il obtient en février 2009 son diplôme d'entraîneur de football. Il entraîne lors de la saison 2009-2010 Saint Pryvé-Saint Hilaire, club de CFA 2, avec lequel il obtient la montée en CFA. Il quitte le club en mai 2012.
Le 20 mai 2017, l'Olympique lyonnais annonce officiellement sa signature pour un contrat de deux saisons en vue d'entraîner la section féminine, succédant ainsi à Gérard Prêcheur ; l'ancien Nantais a la responsabilité de maintenir l'équipe au plus haut niveau européen avec un groupe composé de plusieurs joueuses de classe mondiale.
Malgré un échec en finale de Coupe de France en 2018, il enchaîne les titres, permettant au club d'obtenir deux nouveaux titres de champion de France en 2018 et 2019, tout en maintenant la domination de l'OL sur la scène européenne, remportant la Ligue des champions  en 2018 et 2019.
Le 13 juin 2019, il quitte ses fonctions d'entraîneur de la section féminine de l'OL, le club annonçant son souhait de « modifier l’organisation technique » de l’équipe féminine.
En novembre 2020, Pedros devient l'entraîneur de l'équipe nationale marocaine féminine. Ce recrutement intervient dans le contexte de l'effort massif réalisé par la FRMF et son Président Fouzi Lekjaa pour développer le football féminin au Maroc, notamment le football de masse, et ce dans le but de devenir une place forte du football féminin au niveau continental et mondial.

#### Coupe d'Afrique des nations 2022
Reynald Pedros prend part à la CAN 2022 qui se tient au Maroc. Édition durant laquelle la sélection marocaine franchit le premier tour et se qualifie pour la première fois de son histoire à une Coupe du monde à la suite de son succès en quart de finale contre le Botswana. Le Maroc élimine le Nigéria en demi-finale aux tirs au but mais s'incline en finale contre l'Afrique du Sud.

#### Coupe du monde 2023
Le tirage au sort de la Coupe du monde 2023 loge le Maroc dans la poule de l'Allemagne, de la Corée du Sud et de la Colombie. Après s'être inclinées lourdement face aux Allemandes lors du premier match (6-0), les Marocaines se rattrapent le match suivant face à la Corée du Sud en s'imposant sur le score de 1-0, premier but et premier succès de la sélection dans la compétition. Puis lors de la dernière journée, les Lionnes de l'Atlas rééditent avec un autre succès contre la Colombie (1-0). Dans le même temps la Corée du Sud réussit à tenir en échec l'Allemagne (1-1). Résultats qui éliminent l'Allemagne et permettent au Maroc de terminer deuxième du groupe H et de décrocher ainsi une qualification historique pour les huitièmes de finale. Il s'incline 4-0 en huitième de finale face à l'équipe de France.
Après deux défaites en matchs amicaux contre la Zambie (2-0 et 6-2) durant le mois de septembre de la même année, la FRMF décide de se séparer de lui. L'Espagnol Jorge Vilda lui succède. Ainsi, le technicien français quitte la sélection marocaine en ayant réalisé 17 victoires, 6 nuls et 12 défaites.

### Reconversion
De 2013 à 2017, il devient consultant sur Canal+ dans les émissions Jour de foot les vendredis et samedis soir avec Éric Besnard et Karim Bennani et dans Les Spécialistes le lundi soir.

## Statistiques
| Saison                | Club                      | Championnat           | Championnat | Championnat | Coupe(s) nationale(s) | Coupe(s) nationale(s) | Compétition(s) continentale(s) | Compétition(s) continentale(s) | Compétition(s) continentale(s) | Total | Total |
| Saison                | Club                      | Division              | M.          | B.          | M.                    | B.                    | Comp.                          | M.                             | B.                             | M.    | B.    |
| 1990-1991             | FC Nantes                 | Division 1            | 5           | 0           | -                     | -                     | -                              | -                              | -                              | 5     | 0     |
| 1991-1992             | FC Nantes                 | Division 1            | 7           | 1           | -                     | -                     | -                              | -                              | -                              | 7     | 1     |
| 1992-1993             | FC Nantes                 | Division 1            | 37          | 5           | 6                     | 5                     | -                              | -                              | -                              | 43    | 10    |
| 1993-1994             | FC Nantes                 | Division 1            | 37          | 4           | 5                     | 1                     | C3                             | 2                              | 1                              | 44    | 6     |
| 1994-1995             | FC Nantes                 | Division 1            | 32          | 5           | 4                     | 1                     | C3                             | 7                              | 0                              | 43    | 6     |
| 1995-1996             | FC Nantes                 | Division 1            | 34          | 7           | 3                     | 1                     | C1                             | 5                              | 3                              | 42    | 11    |
| 1996-1997             | Olympique de Marseille    | Division 1            | 23          | 0           | 2                     | 1                     | -                              | -                              | -                              | 25    | 1     |
| 1996-1997             | Parme AC                  | Serie A               | 4           | 0           | -                     | -                     | -                              | -                              | -                              | 4     | 0     |
| 1997-1998             | Parme AC                  | Serie A               | 1           | 0           | 1                     | 0                     | C1                             | 2                              | 1                              | 4     | 1     |
| 1997-1998             | SSC Naples (prêt)         | Serie A               | 3           | 0           | 1                     | 0                     | -                              | -                              | -                              | 4     | 0     |
| 1997-1998             | Olympique lyonnais (prêt) | Division 1            | 15          | 2           | 6                     | 0                     | -                              | -                              | -                              | 21    | 2     |
| 1998-1999             | Parme AC                  | Serie A               | -           | -           | -                     | -                     | -                              | -                              | -                              | 0     | 0     |
| 1999-2000             | Montpellier HSC           | Division 1            | 4           | 0           | 2                     | 0                     | -                              | -                              | -                              | 6     | 0     |
| 2000-2001             | Toulouse FC               | Division 1            | 8           | 1           | 1                     | 0                     | -                              | -                              | -                              | 9     | 1     |
| 2001-2002             | SC Bastia                 | Division 1            | 5           | 0           | -                     | -                     | CI                             | 1                              | 0                              | 6     | 0     |
| 2002-2003             | SC Bastia                 | Division 1            | 10          | 0           | -                     | -                     | -                              | -                              | -                              | 10    | 0     |
| 2003-2004             | Maccabi Ahi Nazareth      | Division 1            | -           | -           | -                     | -                     | -                              | -                              | -                              | 0     | 0     |
| 2004-2005             | Al-Khor SC                | Division 1            | -           | -           | -                     | -                     | -                              | -                              | -                              | 0     | 0     |
| Total sur la carrière | Total sur la carrière     | Total sur la carrière | 225         | 25          | 31                    | 9                     | -                              | 17                             | 5                              | 273   | 39    |

| Buts en équipe de France de Reynald Pedros | Buts en équipe de France de Reynald Pedros | Buts en équipe de France de Reynald Pedros | Buts en équipe de France de Reynald Pedros | Buts en équipe de France de Reynald Pedros | Buts en équipe de France de Reynald Pedros | Buts en équipe de France de Reynald Pedros |
| #                                          | Date                                       | Lieu                                       | Adversaire                                 | Score                                      | Résultat                                   | Compétition                                |
| ------------------------------------------ | ------------------------------------------ | ------------------------------------------ | ------------------------------------------ | ------------------------------------------ | ------------------------------------------ | ------------------------------------------ |
| 1                                          | 6 septembre 1995                           | Stade de l'Abbé-Deschamps, Auxerre         | Azerbaïdjan                                | 4-0                                        | 10-0                                       | Éliminatoires Euro 1996                    |
| 2                                          | 24 janvier 1996                            | Parc des Princes, Paris                    | Portugal                                   | 3-2                                        | 3-2                                        | Match amical                               |
| 3                                          | 29 mai 1996                                | Stade de la Meinau, Strasbourg             | Finlande                                   | 2-0                                        | 2-0                                        | Match amical                               |
| 4                                          | 9 octobre 1996                             | Parc des Princes, Paris                    | Turquie                                    | 2-0                                        | 4-0                                        | Match amical                               |

## Palmarès joueur

### En club
- Champion de France en 1995 avec le FC Nantes
- Finaliste de la Coupe de France en 1993 avec le FC Nantes

### En sélection nationale
- 25 sélections et 4 buts entre 1993 et en 1997
- Médaillé de bronze aux Jeux Méditerranéens en 1993 avec les Espoirs
- Vainqueur de la Coupe Kirin en 1994

### Distinctions individuelles
- Meilleur buteur de la Coupe de France en 1993 (5 buts)
- Meilleur passeur de Division 1 en 1994 et en 1995

## Palmarès entraîneur

### En club
- Vainqueur de la Ligue des Champions en 2018 et en 2019 avec l'Olympique lyonnais féminin
- Champion de France en 2018 et en 2019 avec l'Olympique lyonnais féminin
- Vainqueur de la Coupe de France en 2019 avec l'Olympique lyonnais féminin
- Finaliste de la Coupe de France en 2018 avec l'Olympique lyonnais féminin

### En équipe du Maroc
- Vainqueur du Tournoi international de Malte en 2022
- 2e place à la Coupe Aisha Buhari en 2021
- Finaliste de la Coupe d'Afrique des nations féminine en 2022
- Huitièmes de finale de la Coupe du monde féminine 2023

### Distinction personnelle
- Élu meilleur entraîneur The Best de la FIFA (féminin) en 2018